# 斯利特繆特 (阿拉斯加州)
斯利特繆特（英語：Sleetmute）是位於美國阿拉斯加州貝塞爾人口普查區的一個非建制地區和人口普查指定地區。根據2010年美國人口普查，該地共人口86人，而該地的面積約為272.60平方千米。

## 地理
斯利特繆特的座標為61°41′02″N 157°09′07″W / 61.68389°N 157.15194°W，而該地的平均海拔高度為62米（即203英尺）。